# Park Narodowy Lasu Bawarskiego
Park Narodowy Lasu Bawarskiego (niem. Nationalpark Bayerischer Wald) – powołany w 1970 roku najstarszy park narodowy w granicach Niemiec. Chroni szczytową część pasma Szumawy między miejscowościami Bayerisch Eisenstein i Finsterau. Od 1997 roku zajmuje ponad 242 km², a wraz z transgranicznym czeskim Parkiem Narodowym Szumawy tworzy jeden z największych obszarów chronionych Europy Środkowej o powierzchni blisko 923 km². Głównymi celami statutowymi parku są: ochrona przyrody, edukacja przyrodnicza, badania naukowe, rekreacja oraz integracja regionu.

## Historia
Próby powołania wielkoobszarowego parku chroniącego dziką przyrodę podejmowano od początku XX wieku, jednak ze względu na brak dużych, naturalnych przestrzeni skupiono się na innych zagadnieniach. Do tematu powrócono w latach 60. w Bawarii, gdzie zaproponowano duży ośrodek narciarski w okolicach szczytów Lusen i Großer Rachel. Spowodowało to protesty ekologów i miłośników przyrody, które poparł bawarski minister rolnictwa dr Hans Eisenmann. 11 czerwca 1969 roku bawarski landtag zadecydował o powołaniu parku, który oficjalnie rozpoczął działalność 7 października 1970 roku. Początkowo park obejmował 130 km² i był pierwszą tego typu formą ochrony przyrody w całym RFN.
Nowy park nie miał łatwego początku i dochodziło do wielu konfliktów, w szczególności z myśliwymi i leśniczymi. Co więcej, wichura w 1972 roku zniszczyła część upraw leśnych i dyrektor zadecydował o pozostawieniu dziesiątej części do samodzielnego odnowienia bez udziału człowieka. Po kolejnym takim wydarzeniu dziesięć lat później zdecydowano się o pozostawieniu większej części lasu do naturalnego odrodzenia, a w 1986 roku zdecydowano się nie przeciwdziałać gradacji korników. W efekcie Park Narodowy Lasu Bawarskiego stał się unikalnym poletkiem eksperymentalnym, gdzie rozwinęło się nowoczesne niemieckie podejście do tzw. rozwojowych parków narodowych.
Kolejnymi znaczącymi zdarzeniami w historii był upadek żelaznej kurtyny oraz w efekcie powołanie analogicznego (i dużo większego) parku narodowego po stronie czechosłowackiej. Wkrótce obie instytucje rozpoczęły współpracę. Dodatkowo, mimo protestów, 1 sierpnia 1997 roku doprowadzono do powiększenia obszaru parku o 110 km². Dziś park jest sporą atrakcją turystyczną przyciągającą ponad milion turystów rocznie oraz gwarantujący znaczny przypływ kapitału mieszkańcom i samorządom. Obecnie ponad 90% mieszkańców bezpośredniego otoczenia popiera funkcjonowanie parku. W połowie 2020 roku ogłoszono plany powiększenia obszaru parku o około 6 km² na wschodzie w okolicach Finsterau.

## Obszar
Park zajmuje 242,25 km² lasów wzdłuż granicy z Republiką Czeską na długości około 50 km. Najwyższym szczytem jest znajdujący się w środkowej części Großer Rachel (1453 m n.p.m.), drugi co do wysokości szczyt całej Krainy Szumawskiej. Innymi znaczącymi szczytami są Lusen na wschodzie (1373 m n.p.m.) oraz Großer Falkenstein na zachodzie (1315 m n.p.m.). Z granic parku wyłączone są obszary zabudowane kilku wsi i przysiółków: Waldhäuser, Altschönau, Guglöd, Glashütte, Zwieslerwaldhaus, Jägerfleck i Neuhütte. Wzdłuż zachodniej granicy biegnie linia kolejowa łącząca Czechy i Bayerisch Eisenstein z Deggendorfem. Jej odgałęzienie z Zwiesel do Grafenau przecina park na południu w okolicy Spiegelau.
Na obszar parku składają się: strefa przyrody (Naturzone) zajmująca 72% (175,16 km², w 2027 roku ma to być 75%), będąca obszarem ochrony ścisłej bez wpływu człowieka na procesy przyrodnicze, strefa rozwojowa (Entwicklungszone) będąca obszarem ochrony częściowej, podobna strefa brzegowa (Randbereich) w ramach której prowadzi się aktywną ochroną przed szkodnikami w celu ochrony otaczających lasów prywatnych i państwowych, oraz strefa rekreacyjna (Erholungszone) na którą składają się obszary infrastruktury turystycznej takie jak wybiegi dla zwierząt, centra informacji itp.
Teren parku leży w całości w granicach rejencji Dolna Bawaria, w powiatach Regen i Freyung-Grafenau, gminach Bayerisch Eisenstein, Zwiesel, Lindberg, Frauenau, Spiegelau, Sankt Oswald-Riedlhütte, Neuschönau, Hohenau, Mauth, a częściowo na obszarze wyłączonym z jurysdykcji gminnej. 

## Przyroda
Obszar parku obejmują trzy piętra roślinne: regiel górny, powyżej 1050 m n.p.m. z dominującymi lasami świerkowymi, regiel dolny między 700 a 1150 m n.p.m. będący górskim lasem mieszanym z dominacją buku, świerku i sosny i piętro pogórza poniżej 800 m n.p.m. z udziałem takich gatunków jak brzoza omszona, brzoza brodawkowata, jarząb pospolity, olsza czarna, olsza szara, i in. Oprócz tego wyróżnia się ekosystemy torfowisk wysokich, wąwozów, gołoborzy.
Niemal wszystkie lasy parku były przekształcone w ostatnich trzech stuleciach przez nowoczesną gospodarkę leśną i naturalny układ ekosystemów został zaburzony, narażając lasy na działalność szkodników i klęsk żywiołowych. Unikalne podejście zarządu parku pozostawiło olbrzymie połacie leśne do samoistnego odrodzenia, pozwalając zniszczonym kikutom drzew, kłodom i pniom pozostać na miejscu. W efekcie nietrudno znaleźć zniszczony lasu gospodarczy, na którego miejscu wyrasta młody las o charakterze naturalnym. Na wschód od Zwieslerwaldhausu znajduje się nieduży zachowany fragment lasu o charakterze zbliżonym do pierwotnego, Urwald Mittelsteighütte.
Na terenie parku spotkać można liczne gatunki zwierząt rzadko spotykane na terenie Niemiec, takie jak ryś, cietrzew, sokół wędrowny, bocian czarny, czy zaobserwowany po raz pierwszy od dawna w 2016 roku wilk.
Do ciekawostek przyrody nieożywionej na terenie parku znajduje się jedno jezioro polodowcowe Rachelsee oraz gołoborze wokół szczytu Lusen.

## Turystyka
Park narodowy stał się popularnym kierunkiem turystycznym, odwiedzanym rocznie przez około 1,3 mln gości. Na jego obszarze wyznaczono około 350 km pieszych, 200 rowerowych oraz 80 km narciarskich szlaków turystycznych. Funkcjonują także dwa centra turystyczne, przy nich zagrody dla zwierząt, ścieżka w koronach drzew, muzeum historii lasu w St. Oswald. Obszaru parku pilnuje około 30 strażników. 

## Galeria

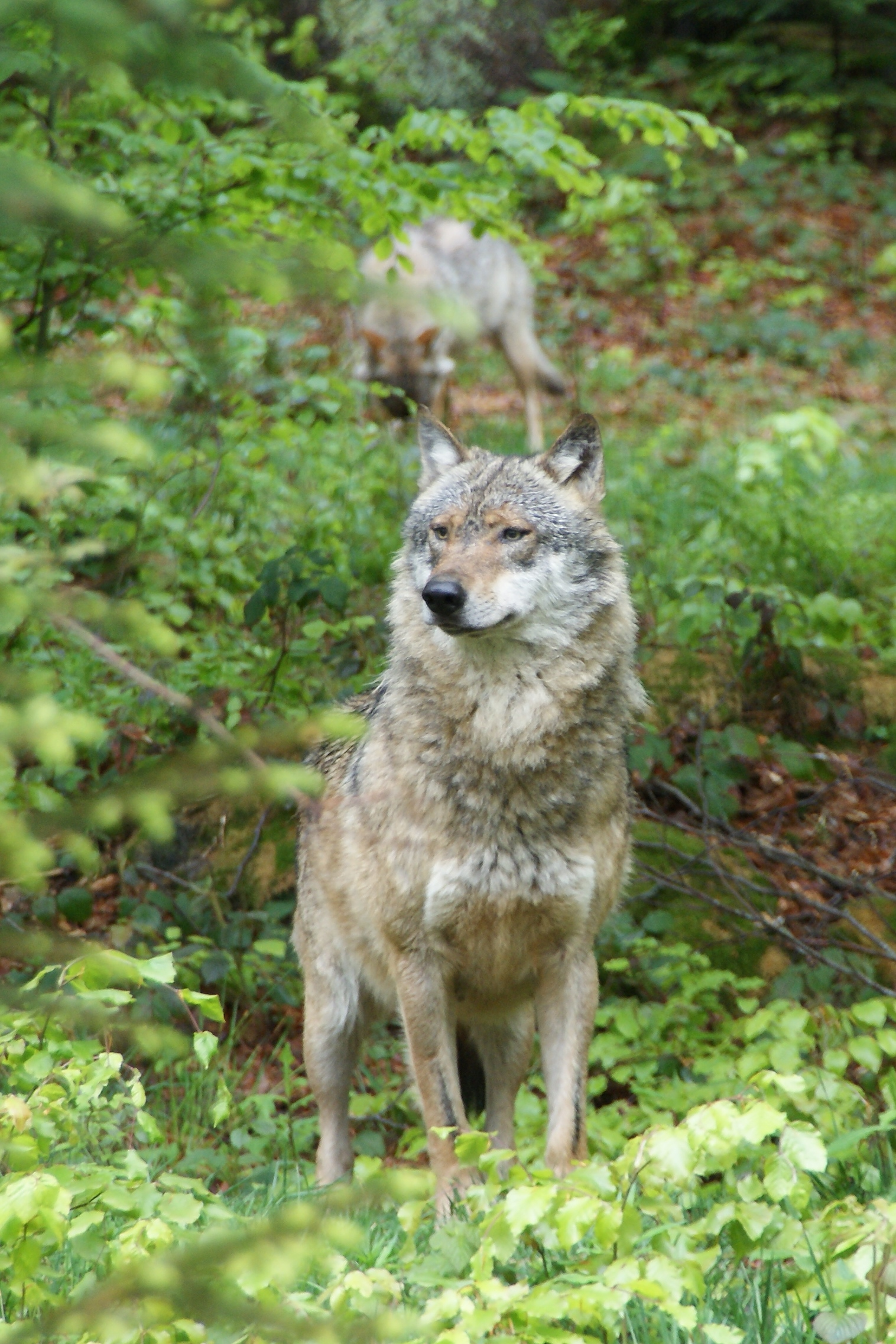
Wilk
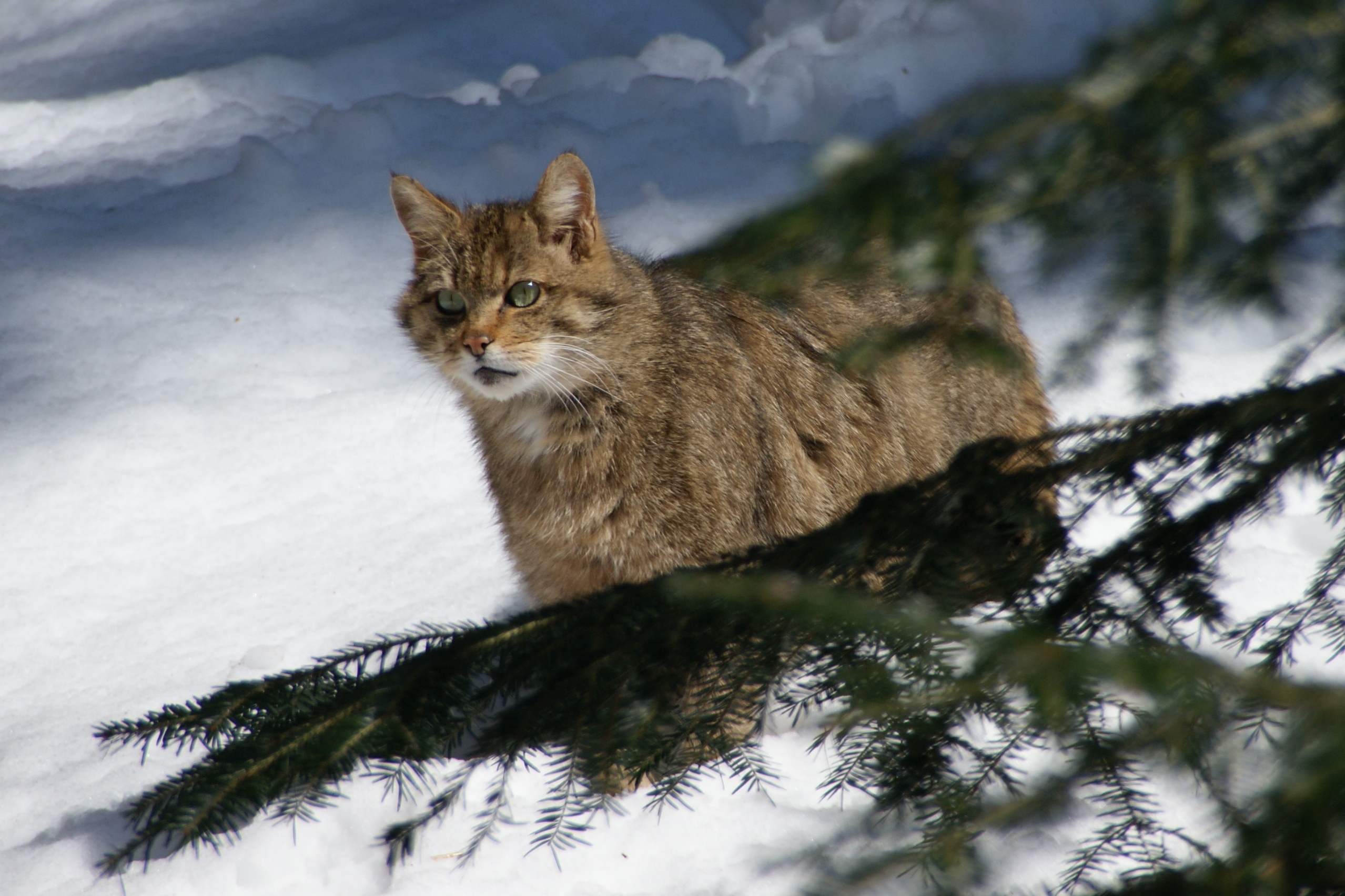
Żbik europejski
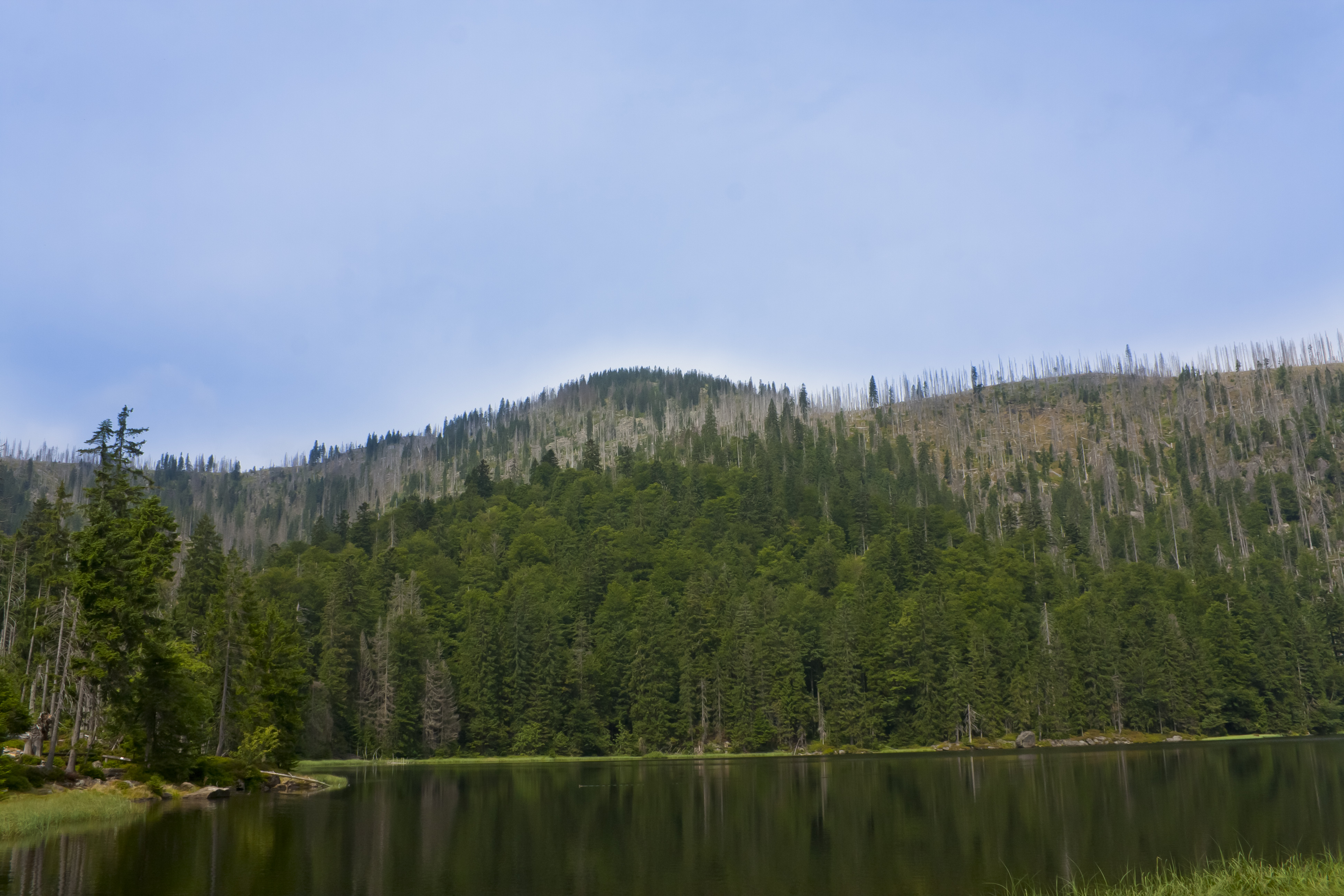
Rachelsee i szczyt Großer Rachel
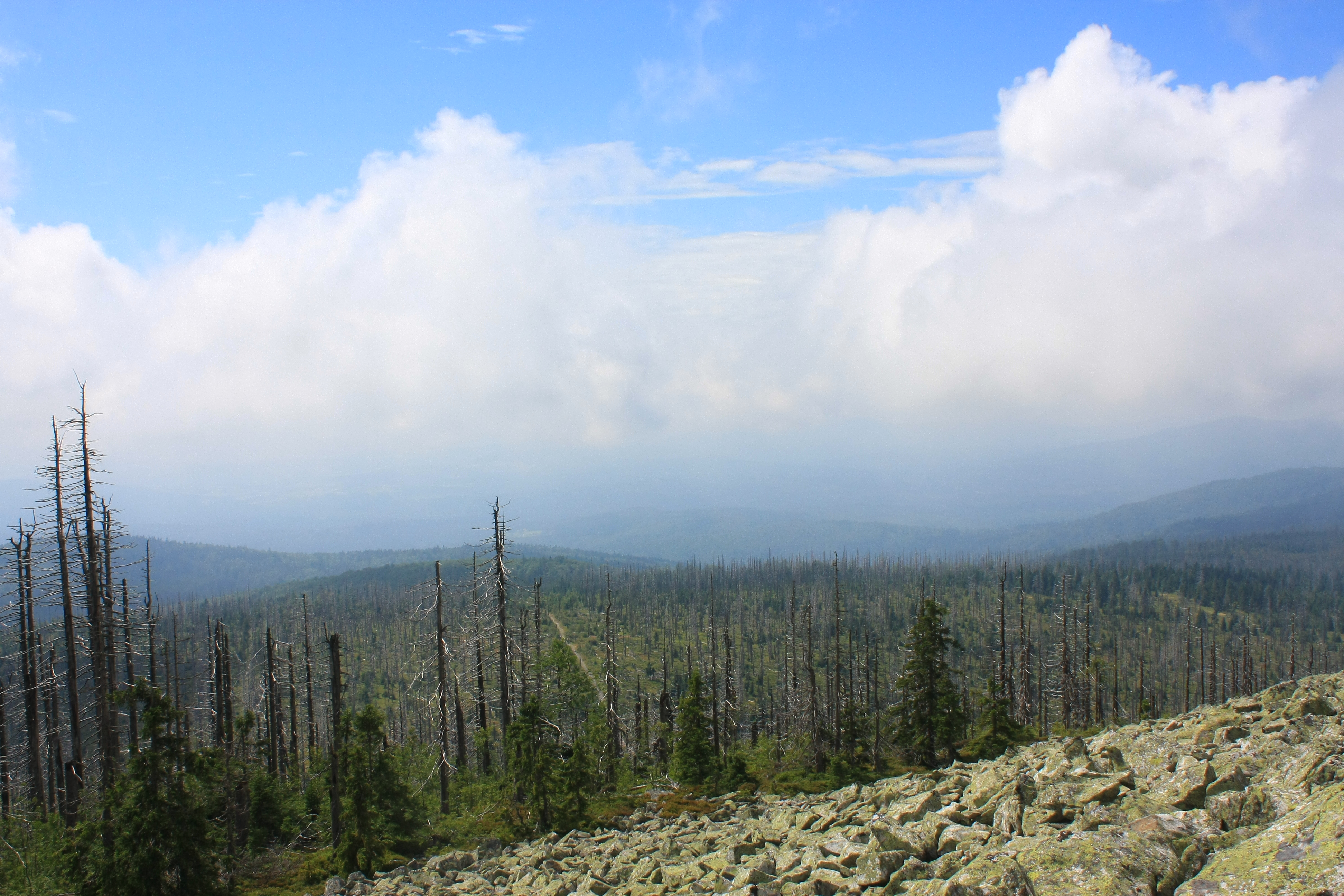
Zniszczony las i gołoborze Lusen
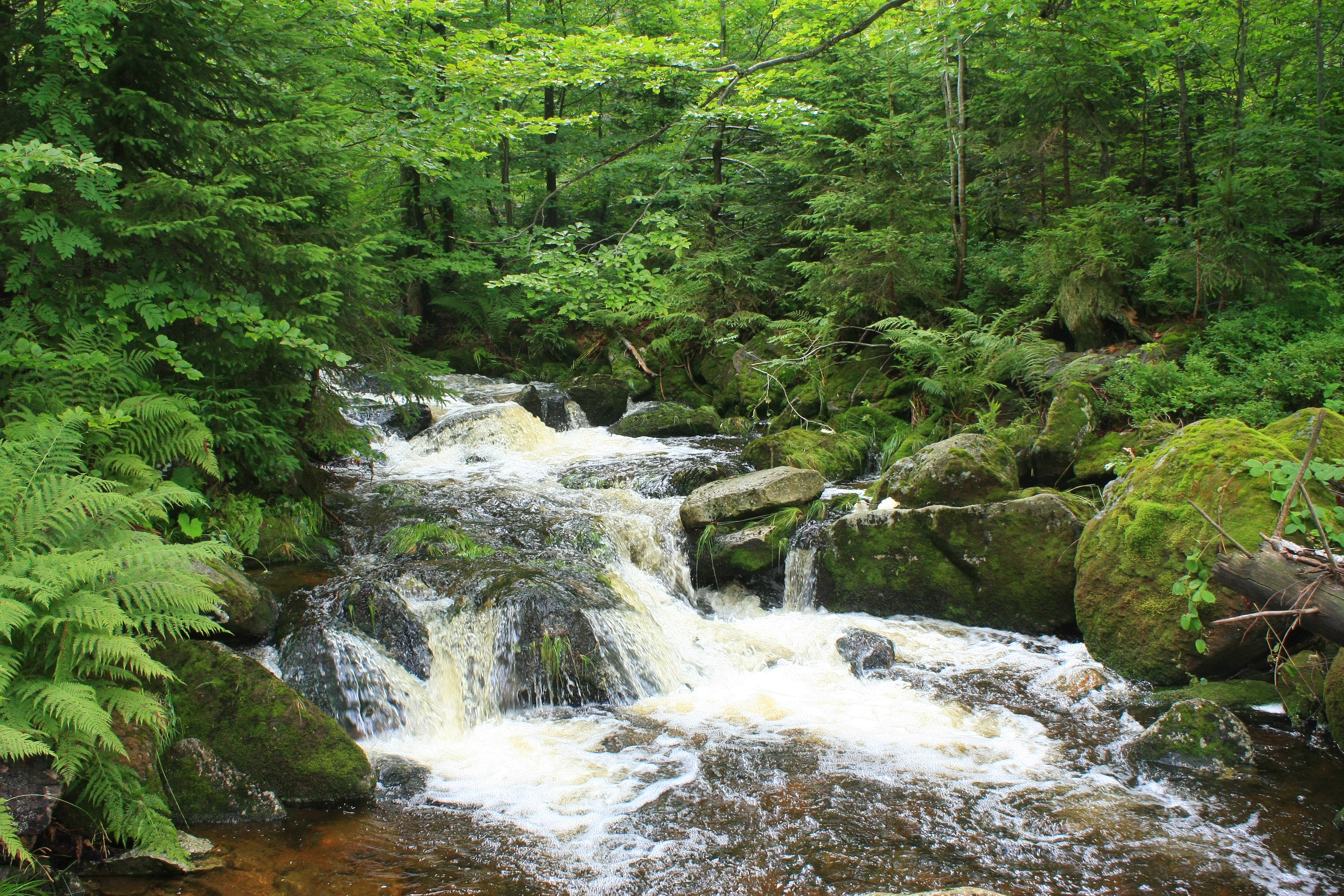
Potok Kleine Ohe
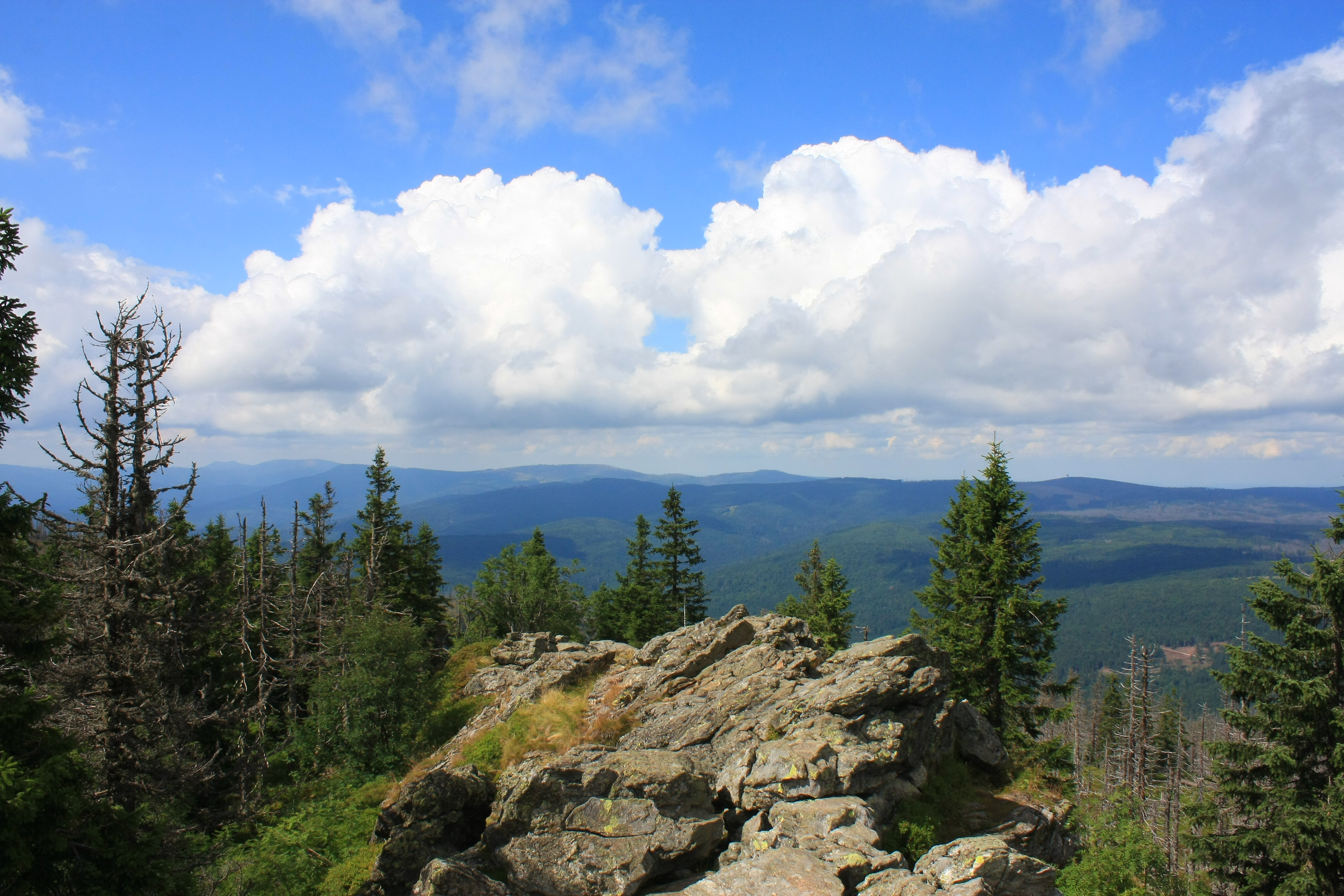
Widok z Großer Rachel w kierunku północno-zachodnim